# 傑基姆傑河
傑基姆傑河是俄羅斯的河流，屬於喬納河的左支流，由薩哈共和國負責管轄，河道全長158公里，流域面積約2,380平方公里，發源自中西伯利亞高原，河水主要來自融雪和雨水。